# Нерознак, Владимир Петрович
Влади́мир Петро́вич Нерозна́к (17 ноября 1939, с. Божедаровка, Омская область — 2 ноября 2015) — советский и российский учёный-лингвист и общественный деятель. Доктор филологических наук, профессор. Заслуженный деятель науки РСФСР. Лауреат Государственной премии РФ.
Отец журналиста, теле- и радиоведущего В. В. Нерознака.

## Биография
В 1963 году окончил албанское отделение филологического факультета Ленинградского государственного университета имени А. А. Жданова.
С 1966 по 1970 год работал научным сотрудником Ленинградского отделения Института языковедения АН СССР.
С 1970 по 1985 год — младший научный сотрудник, затем старший научный сотрудник Института языкознания АН СССР. В 1978 году защитил диссертацию на соискание учёной степени доктора филологических наук.
С 1985 по 1987 год — учёный секретарь, а с 1987 по 1993 год — заместитель академика-секретаря Отделения литературы и языка АН СССР по научно-организационной работе.
В 1992—1995 годах — директор, а с 1995 года — заместитель директора Института языков народов России.
Одновременно с 1982 по 1991 год был профессором кафедры германских языков Военного института Министерства обороны СССР, а с 1991 по 2006 год — профессором и заведующим кафедрой теории словесности Московского государственного лингвистического университета.
С 1994 года — академик РАЕН.

## Награды и премии
- Орден Дружбы (2000) — за заслуги перед государством, многолетний добросовестный труд и большой вклад в укрепление дружбы и сотрудничества между народами[2]
- Лауреат Государственной премии России за «Лингвистический энциклопедический словарь» (1995).
- Почётное звание «Заслуженный деятель науки РСФСР» (1989).

## Общественная деятельность
С 1986 года член правления Советского фонда культуры, с 1991 по 1994 годы — первый заместитель председателя правления этого фонда (сменил Георга Мясникова). Создал при Фонде культуры создал Совет по топонимике.
Председатель Общества любителей российской словесности (1992—2004).
Заместитель главного редактора журнала «Известия РАН. Серия литературы и языка».
Член редакционных коллегий журналов «Русская речь» и «Наше наследие», член редакционного совета газеты «Москвичка».
По данным Института языкознания РАН, Нерознак «сыграл большую роль в возвращении старых названий русских городов и улиц в Москве, Санкт-Петербурге и других городах».
В 1992-1997 годах был членом коллегии Министерства культуры и туризма Российской Федерации.

## Основные работы
- Палеобалканские языки. — М., 1978.
- Названия древнерусских городов / Отв. ред. акад. Д. С. Лихачёв. — М.: Наука, 1983. — 208 с. — 28 000 экз.
- Молчанов А. А., Нерознак В. Н., Шарыпкин С. Я. Памятники древнейшей греческой письменности. Введение в микенологию. —  М: Наука, 1988. ISBN 5-02-010895-2
- Горбаневский М. В., Нерознак В. Н. Советский «новояз» на географической карте: о штампах и стереотипах речевого мышления. — М.: Знание, 1991. — 64 с.